# 斯托克斯流函数

绕球体的轴对称斯托克斯流动的流线

斯托克斯流函数（英語：Stokes stream function）在流体力学中用于描述轴对称的三维不可压缩流体的流线与流速。斯托克斯流函数的等值面形成流管，其上的每一点都与速度矢量相切。此外，流管内的体积流量为定值，所有流线也皆位于流管表面上。斯托克斯流函数对应的速度场为螺线矢量场（散度为零）。该流函数因纪念著名流体力学家乔治·斯托克斯得名。

## 圆柱坐标

圆柱坐标系示意图

在圆柱坐标系 ( ρ , φ , z ) 中，假设不可压缩流关于 z 轴呈轴对称。则流体的径向速度 uρ 与轴向速度 uz 与可以通过斯托克斯流函数{\displaystyle \Psi }得到：
{\displaystyle {\begin{aligned}u_{\rho }&=-{\frac {1}{\rho }}\,{\frac {\partial \Psi }{\partial z}},\\u_{z}&=+{\frac {1}{\rho }}\,{\frac {\partial \Psi }{\partial \rho }}.\end{aligned}}}
周向速度uφ 则与流函数无关。通过斯托克斯流函数等值面（ψ为定值）的体积流量为 2π ψ。

## 球坐标

球坐标系示意图

在球坐标系 ( r , θ , φ )中，以 θ = 0 为不可压缩流的对称轴。于是速度在 θ 与 r方向上的分量为：
{\displaystyle {\begin{aligned}u_{r}&=+{\frac {1}{r^{2}\,\sin(\theta )}}\,{\frac {\partial \Psi }{\partial \theta }},\\u_{\theta }&=-{\frac {1}{r\,\sin(\theta )}}\,{\frac {\partial \Psi }{\partial r}}.\end{aligned}}}
与圆柱坐标系下的情形相同，uφ 并非流函数的函数。通过流函数等值面的体积流量也与之前相同，为 2π ψ。